# Patricia Nealová
Patricia Nealová, rodným jménem Patsy Louise Neal (20. ledna 1926 Packard – 8. srpna 2010 Edgartown) byla americká herečka.

## Život
Narodila se 20. ledna 1926 v Packardu v okrese Whitley County ve státě Kentucky jako dcera Williama Burdette Neala a Eure Mildred Nealové (rodným jménem Petreyová). Patricia však vyrůstala v Knoxwille, kde navštěvovala nejprve Knoxville High School a poté studovala drama na Northwestern University.
Po absolvování se odstěhovala do New Yorku, kde získala práci jako asistentka produkce v divadle na Broadwayi. V roce 1946 však musela zaskočit za jinou herečku v divadelní hře The Voice of the Turtle a za její další vystoupení ve hře Another Part of the Forest jí byla dokonce udělena i prestižní americká divadelní cena Tony.

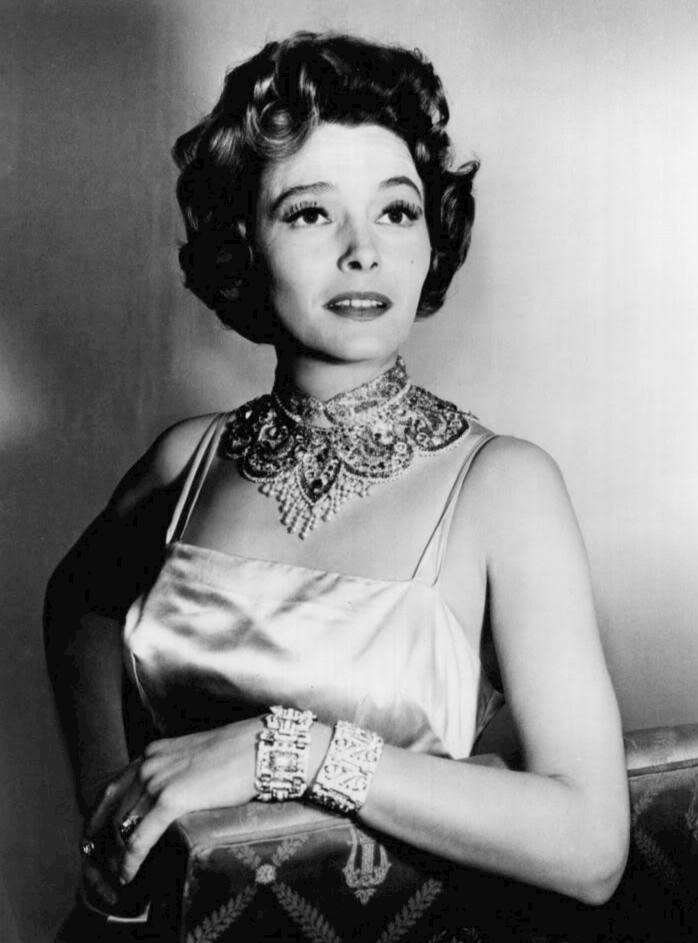
Patricia Nealová v roce 1962

O dva roky později debutovala ve filmu John Loves Mary (1949), kde si zahrála po boku tehdejšího herce a budoucího prezidenta Ronalda Reagana, stejně jako v následujících snímcích The Hasty Heart a The Fountainhead (oba 1949). Během natáčení The Fountainhead měla také románek s jejím ženatým kolegou Garym Cooperem, jenž skončil těhotenstvím a následnou interrupcí. Po dalších šesti filmech však v roce 1951 utrpěla nervové zhroucení a po rozchodu s Cooperem odešla i z Hollywoodu a vrátila se zpět do New Yorku, kde od roku 1952 dál pokračovala ve své divadelní kariéře.
V roce 1951 se také seznámila s britským spisovatelem Roaldem Dahlem, za kterého se v roce 1953 provdala. V té době se stala i členem organizace profesionálních herců Actors' Studio. Do Hollywoodu se opět vrátila v roce 1957, kdy si zahrála ve filmovém dramatu Tvář v davu a v roce 1961 se objevila i ve snímku Snídaně u Tiffanyho po boku Audrey Hepburnové.
Největší úspěch jí však přinesl film Hud z roku 1963, který ji vynesl nominaci na Zlatý glóbus, cenu BAFTA i ocenění Oscar za nejlepší ženský herecký výkon v hlavní roli. Svou druhou cenu BAFTA získala hned i za svůj další film Po zlém (1965), ve kterém se objevila po boku Johna Waynea. Její hvězdná kariéra plná ocenění však pokračovala ještě dál a za svůj další snímek z roku 1968 získala další nominaci na Oscara a o pár let později vyhrála i svůj první Zlatý glóbus.
Kromě spousty velmi úspěšných filmů se během 70. let objevila i v několika reklamách, zejména v té na lék Anacin a na instantní kávu Maxim.
Její úspěšnou kariéru ji však v roce 1965 překazilo zdraví, když během svého těhotenství prodělala velmi vážné onemocnění mozkovou mrtvicí, které si vyžádalo velmi složité léčení a rehabilitace, to vše naštěstí bez vlivu na zdraví její dcery Lucy.
Navzdory všem zdravotním komplikacím i několika porodům ve své kariéře pokračovala až do roku 2009. Od 70. let si tak zahrála ještě celkem v 25 filmech, z nichž většina však byla produkována televizními společnostmi.
Patricia Nealová zemřela ve svém domě v Edgartownu 8. srpna 2010 na rakovinu plic. Bylo jí 84 let.

## Zajímavost
V roce 1981 byl o jejím životě natočen životopisný televizní film Příběh Patrice Neal, hlavní postavu Patricie Nealové zde ztvárnila oscarová herečka Glenda Jacksonová.

## Filmografie

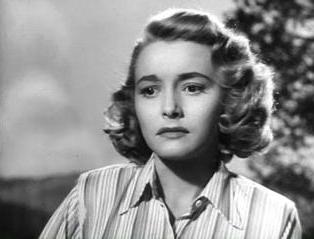
Patricia Nealová ve snímku The Fountainhead z roku 1949

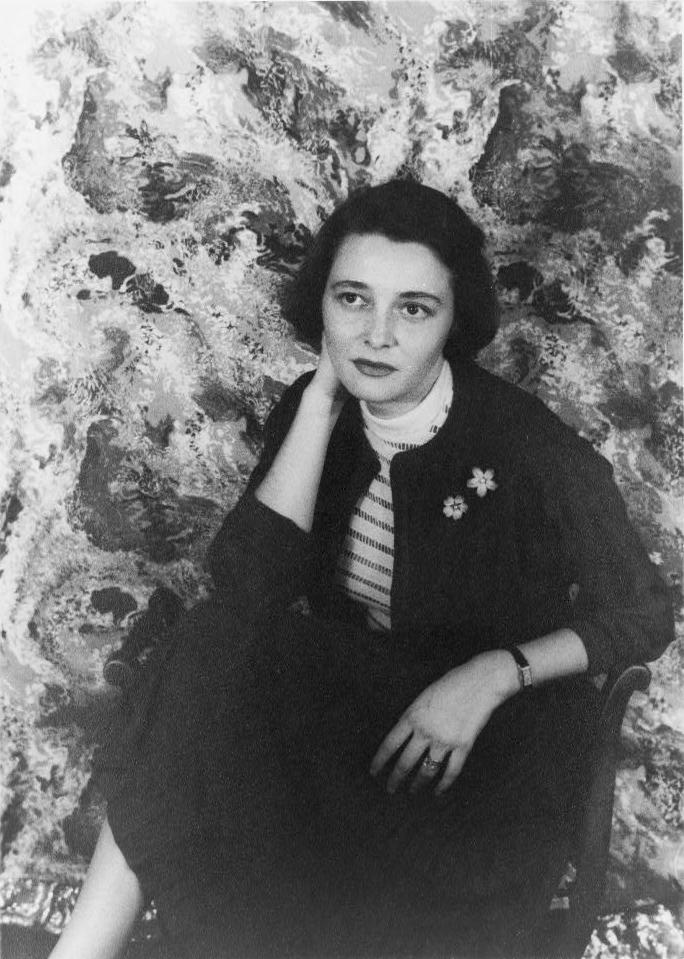
Patricia Nealová v roce 1954, fotografie: Carl Van Vechten

### Filmy (výběr)
- 1949 The Fountainhead (režie King Vidor)
- 1949 The Hasty Heart (režie Vincent Sherman)
- 1950 Bright Leaf (režie Michael Curtiz)
- 1950 Three Secrets (režie Robert Wise)
- 1950 Bod zlomu (reřie Michael Curtiz)
- 1951 Operace Pacifik (režie George Waggner)
- 1951 Raton Pass (režie Edwin L. Marin)
- 1951 Den, kdy se zastavila Země (režie Robert Wise)
- 1951 Week-End with Father (režie Douglas Sirk)
- 1952 Diplomatic Courier (režie Henry Hathaway)
- 1952 Washington Story (režie Robert Pirosh)
- 1952 Something for the Birds (režie Robert Wise)
- 1957 Tvář v davu (režie Elia Kazan)
- 1961 Snídaně u Tiffanyho (režie Blake Edwards)
- 1963 Hud (režie Martin Ritt)
- 1964 Psyche '59 (režie Alexander Singer)
- 1965 Po zlém (režie Otto Preminger)
- 1968 The Subject Was Roses (režie Ulu Grosbard)
- 1971 The Night Digger (režie Alastair Reid)
- 1973 Happy Mother's Day, Love George (režie Darren McGavin)
- 1973 Baxter (režie Lionel Jeffries)
- 1977 Nido de viudas (režie John Cabrera)
- 1989 An Unremarkable Life (režie Armin Q. Chaudhri)

### TV Filmy (výběr)
- 1971 The Homecoming: A Christmas Story (režie Fielder Cook)
- 1974 Things in Their Season (režie James Goldstone)
- 1979 Na západní frontě klid (režie Delbert Mann)
- 1981 Příběh Patricie Nealové (režie Anthony Page a Anthony Harvey)
- 1984 Shattered Vows (režie Jack Bender)
- 1984 Love Leads the Way (režie Delbert Mann)
- 1984 Glitter (režie Gabrielle Beaumont a Robert Scheerer)
- 1993 Heidi, děvčátko z hor (režie Michael Ray Rhodes)

### Seriály
- 1972 Ghost Story (1 epizoda), (režie Richard Donner)
- 1974 Kung Fu (2 epizody), (režie Robert Totten)
- 1975 Little House on the Prairie (2 epizody), (režie Leo Penn)
- 1975 Movin' On (1 epizoda), (režie Georg Fenady)
- 1984 Glitter (1 epizoda), (režie Jackie Cooper)